# Zimný štadión Banská Bystrica
 (avril 2025).
Si vous disposez d'ouvrages ou d'articles de référence ou si vous connaissez des sites web de qualité traitant du thème abordé ici, merci de compléter l'article en donnant les références utiles à sa vérifiabilité et en les liant à la section « Notes et références ».
Le Zimný štadión Banská Bystrica est une patinoire de Banská Bystrica en Slovaquie. Elle ouvre en 1956.
Elle accueille principalement le club de hockey sur glace du HC ’05 Banská Bystrica.